# Doug E. Fresh
Doug E. Fresh, pseudonimo di Douglas E. Davis (Christ Church, 17 settembre 1966), è un rapper, beatboxer e produttore discografico statunitense.
È soprannominato "The Original Human Beat Box" (titolo che fu anche di Darren Robinson dei Fat Boys o di Biz Markie).
Nel documentario di Ice T The Art of Rap, afferma di essere l'inventore del beatboxing.

## Biografia
Inizia a incidere negli anni 1982 - 1983 grazie ad una collaborazione con Spoonie Gee e DJ Spivey, diventa famoso grazie alla pellicola Beat Street con gli MCs Ricky D, Barry Bee e Chill Will, e di cui Doug E. Fresk è il leader crea il Get Fresh Crew.
Dopo l'abbandono di Ricky D (seguirà la carriera da solista) Doug continua il suo lavoro collaborando a Self Destruction per il The Stop The Violence Movement. Nel 1990 viene messo sotto contratto dalla Bust It, etichetta di MC Hammer. Partecipa al brano Let Me Clear My Throat di DJ Kool, insieme a Biz Markie. Lavora con Tupac, Notorious B.I.G., Eminem e Dr. Dre.
Nel 1995 Doug si riunisce con Slick Rick, pubblicando il disco Play.

## Discografia
- 1985 - Oh, My God! (Reality)
- 1988 - The World's Greatest Entertainer (Reality)
- 1992 - Doin' What I Gotta Do (Bust It)
- 1995 - Play (Gee Street)